# Мариса Гаридо
Мариса Гаридо (на испански: Marissa Garrido) е мексиканска писателка, сценаристка и драматург, с най-голяма активност в периода 1960 – 1999 г.
Гаридо е авторка на 45 телевизионни адаптации и 65 оригинални истории за телевизията. Най-успешното ѝ произведение е теленовелата Лъвицата от 1961 г. за мексиканската телевизионна компания Telesistema Mexicano. Последната оригинална теленовела, която създава, е Забранени целувки от 1999 г. за мексиканската компания ТВ Ацтека.

## Биография
Мариса Гаридо е родена на 30 май 1926 г. в град Мексико, в семейство на артисти. Отраснала е в стария квартал дел Кармен, въпреки че непрекъснато е пътувала с родителите си заради техните ангажименти. Баща ѝ е чилийският композитор, живеещ в Мексико, дон Хуан С. Гаридо, а майка ѝ е мексиканската актриса доня Кармен Аросамена. Дядо ѝ е Едуардо Аросамена, певец и актьор, представител на Златния век на мексиканското кино. Сестра ѝ, Ампаро Гаридо, а също и братовчед ѝ, Едуардо Аросамена, както и по-голямата част от потомството на семейството са актьори в радионовели, театъри и дублажа.
Още от детските си години Мариса Гаридо проявява интерес към изкуствата, изучава пиано и започва да учи в Националаната консерватория. Официално завършва висше образование със специалност „Социални дейности“ в Колежа „Сан Илдефонсо“. Скоро, след като завършва своето образование, започва да проявява интерес към писането на радионовели, и това променя живота ѝ. Доня Кармен се опитва да разубеди своите дъщери да не поемат по пътя на артистичните среди, тъй като това не е стабилна работа, а работа, известна днес като свободна практика.
Мариса Гаридо умира в град Мексико на 8 януари 2021 г., на 94-годишна възраст, от тежко дихателно усложнение, причинено от коронавирус.

## Радионовели
Кариерата си като писател започва през 1949 г., пишейки повече от 30 радионовели за мексиканската радиостанция XEW-AM, която има излъчване в Куба, Пуерто Рико и Панама. Това е началото на мексиканското радио, и Мариса Гаридо участва в създаването на Любовна сряда и Дневникът на една жена, първите радионовели, посветени на темата за майчината саможертва, спонсорирани от компании за почистване и лична хигиена. Също така създава радионовелата Какво премълчават жените, която по-късно се превръща в пиеса.

## Театър
Благодарение на произведението Какво премълчават жените, Мариса Гаридо се запознава с актьора Агустин Саурет, с когото се женят и имат син – Марио Саурет. Едни от най-известните постановки, написани от Гаридо, са Хлябът на бедните, Викът на кръвта, Чужда вина.

## Телевизия
| „             | Всъщност телевизията нямаше да успее, ако не беше базирана на радионовелата. | “ |
| Мариса Гаридо |                                                                              |   |

Мариса Гаридо влиза в света на телевизията, но не като писател или сценарист, а като актриса в две програми – Don Fernando Soler y sus comediantes и Las tertulias de don Susanito. През 1959 г. създава Конфликтът, която е първата ѝ теленовела. Две години по-късно създава най-успешната си теленовела Лъвицата, режисирана и продуцирана от Ернесто Алонсо, с участието на Ампаро Ривейес и Гилермо Мурай.

## Творчество

### Оригинални истории

#### Радионовели
- Diario de una mujer с Пруденсия Грифел
- Corazón salvaje базирана на едноименното произведение от Каридад Браво Адамс
- Al grito de la sangre с Кармен Монтехо
- El hombre del paraguas
- Teatro familiar azteca
- Puerta al suspenso
- Mujeres célebres
- Por el ojo de la cerradura
- Sor Amparo
- Cita con Mauricio Garcés
- Un cuento para usted
- El pan de los pobres
- Culpas ajenas
- Lo que callan las mujeres

#### Теленовели
- Besos prohibidos (1999)
- Mujer, casos de la vida real (1997)
- Azul tequila (1998)
- Encadenados (1988)
- Pasión y poder (1988)
- Angélica (1985)
- Amor ajeno (1983) с Фернанда Вийели
- En busca del Paraíso (1982)
- Quiéreme siempre (1981)
- Juegos del destino (1981) с Артуро Моя Грау
- No temas al amor (1980)
- Querer volar (1980)
- Yara (1979)
- Pasiones encendidas (1978) с Фернанда Вийели
- Pecado de amor (1978) с Фернанда Вийели
- Pacto de amor (1977) с Фернанда Вийели
- Mañana será otro día (1976) с Фернанда Вийели
- Paloma (1975)
- Mundos opuestos (1975) с Фернанда Вийели
- Barata de primavera (1975)
- La tierra (1974)
- Пристигнала е натрапница (1974)
- Entre brumas (1973) с Фернанда Вийели
- Duelo de pasiones (1968)
- Entre sombras (1967)
- El juicio de nuestros hijos (1967)
- La razón de vivir (1966)
- Тайната на изповедта (1965)
- Destino (1963)
- Лъвицата (1961)
- Niebla (1961)
- Las gemelas (1961)

### Адаптации
- Шефката на шампиона (2018) с Химена Суарес, базирана на теленовелата La mamá del 10 от Ектор Родригес и Алехандро Торес
- Втора част на Клетва за отмъщение (2008) с Марио Саурет, базирана на теленовелата Лъжата от Каридад Браво Адамс
- Говори ми за любов (1999) с Ерик Вон, базирана на теленовелата Любов в мълчание от Ерик Вон и Лиляна Абуд[18]
- Синьо (1996) с Фернанда Вийели, оригинална история от Пинки Морис
- Моя малка Соледад (1990) с Рене Муньос, оригинална история от Хорхе Лосано Сориано
- Италианско момиче идва да се омъжи (1971-1973) с Фернанда Вийели

### Литературни редакции
- Империя от кристал (1994) адаптация от Хайме Гарсия Естрада и Орландо Мерино
- Флор и Канела (1988) адаптация от Тереса Кардерон
- Mi rival (1973) оригинална история от Инес Родена
- Muchacha italiana viene a casarse (1971) оригинална история от Делия Гонсалес Маркес
- Sueña conmigo, Donaji (1967) оригинална история от Каридад Браво Адамс

### Нови версии, пренаписани от нея
- Откраднат живот (1991) римейк на Пристигнала е натрапница
- Secreto de confesión (1980) римейк на Secreto de confesión
- Una mujer marcada (1979) римейк на Лъвицата
- Puente de amor (1969) римейк на Las gemelas

### Нови версии, пренаписани от други
- Моята тайна (2022) римейк на Пристигнала е натрапница; версия и либрето от Марта Карийо и Кристина Гарсия
- Страст и сила (2015) римейк на Pasión y poder; адаптация и либрето от Химена Суарес
- Квартална любов (2015) римейк на Paloma от Мариса Гаридо и Muchacha de barrio от Фернанда Вийели; адаптация от Гилермо Кесада, Хосе Енрике Хименес, Мария Аухилио Саладо и Лени Феро
- Свят на хищници (2006) версия и либрето от Лиляна Абуд, с либрето на Pasión y Poder
- Ако Бог ми отнеме живота (1995) римейк на Лъвицата; либрето от Мария Саратини и Витория Саратини

### Театър
- Con la vara que midas или El sexo bionico
- Departamento de soltero
- Lo que las mujeres callan
- Mi mujer mueve la rosa или Amores que matan